# Bronnitsy
Bronnitsy (Russisch: Бронницы) is een stad in de Russische oblast Moskou. Bronnitsy ligt 57 kilometer ten zuidoosten van Moskou, aan de rivier Moskva. Bronnitsy ligt langs de M-5 en is 13 kilometer verwijderd van de spoorlijn Moskou - Rjazan. In 2002 had Bronnitsy 18.232 inwoners.
De eerste schriftelijke vermelding over Bronnitsy dateert uit 1453 als het relatief grote dorp Bronitsi. Het dorp was een vottsjina van de Moskouse prinsen, en later van de tsaren. Aan het einde van de 17e eeuw, onder tsaar Fjodor III werd er in het dorp een paardenfokkerij gevestigd. Zijn broer Peter de Grote gaf het dorp later aan zijn vriend Aleksandr Mensjikov. Vanaf 1781 was Bronnitsy een oejezd van het Gouvernement Moskou. De stad leed zware schade in 1812 toen Moskou en wijde omstreken werden bestookt door Napoleon en zijn legers.
In 1781 verleende Catharina de Grote Bronnitsy de status van stad.
Aprelevka · Balasjicha · Bronnitsy · Chimki · Chotkovo · Dedovsk · Dmitrov · Doebna · Dolgoproedny · Domodedovo · Drezna · Dzerzjinski · Elektrogorsk · Elektro-oegli · Elektrostal · Frjazino · Golitsyno · Istra · Ivantejevka · Jachroma · Jegorjevsk · Joebilejny · Kasjira · Klimovsk · Klin · Koebinka · Koerovskoje · Kolomna · Koroljov · Kotelniki · Krasnoarmejsk · Krasnogorsk · Krasnozavodsk · Krasnoznamensk · Likino-Doeljovo · Ljoebertsy · Lobnja · Loechovitsy · Losino-Petrovski · Lytkarino · Moskovski · Mytisjtsji · Naro-Fominsk · Noginsk · Odintsovo · Orechovo-Zoejevo · Ozjerelje · Ozjory · Pavlovski Posad · Peresvet · Podolsk · Poesjkino · Poesjtsjino · Protvino · Ramenskoje · Reoetov · Roeza · Rosjal · Sergiev Posad · Serpoechov · Sjatoera · Sjtsjerbinka · Sjtsjolkovo · Solnetsjnogorsk · Staraje Koepavna · Stoepino · Taldom · Troitsk · Tsjechov · Tsjernogolovka · Vereja · Vidnoje · Volokolamsk · Voskresensk · Vysokovsk · Zarajsk · Zjeleznodorozjny · Zjoekovski · Zvenigorod